# Casselieae
Casselieae Tronc., 1974 è una tribù di piante spermatofite, dicotiledoni appartenenti alla famiglia delle Verbenaceae.

## Etimologia
Il nome della tribù deriva dal suo genere tipo Casselia Nees & Mart., 1823. Il nome scientifico della tribù è stato definito dalla botanica argentina Nélida Sara Troncoso (1914-1988) nella pubblicazione "Darwiniana; Carpeta del "Darwinion". Buenos Aires - 18(3-4): 385. 1974" del 1874.

## Descrizione
- Il portamento delle specie di questa tribù è erbaceo perenne o arbustivo con fusti da decombenti a eretti. Frequenti sono le radici legnose oppure stolonifere. Il fusto nelle maggioranza delle specie ha una sezione quadrangolare a causa della presenza di fasci di collenchima posti nei quattro vertici, mentre le quattro facce sono concave. Non sono presenti piante aromatiche; mentre possono essere presenti composti iridoidi (glicosidi fenolici).[3][5][6][7][8]
- Le foglie lungo il cauline hanno una disposizione opposta oppure (raramente) ternata. Le lamine sono intere con bordi dentati o seghettati. Sono presenti anche foglie spinose (Parodianthus). Le stipole sono assenti.
- Le infiorescenze indefinite di tipo racemoso, spiciforme sono formate da pochi fiori (da 2 a 6) singoli in posizione ascellare. Sono presenti delle brattee filiformi poco appariscenti. I fiori sono brevemente pedicellati.
- I fiori, ermafroditi, sono tetraciclici (ossia formati da 4 verticilli: calice– corolla – androceo – gineceo) e pentameri (i verticilli del perianzio hanno più o meno 5 elementi ognuno).

- Formula fiorale. Per la famiglia di queste piante viene indicata la seguente formula fiorale:

X, K (5), [C (2+3), A 2+2 o 2] G (2), (supero), drupa/2 nucule
- Il calice gamosepalo ha una forma tubolare-campanulata e termina con 5 lobi (calice attinomorfo). Il calice può essere persistente; in Parodianthus a maturità si allarga diventando cartaceo e rinchiudendo quasi completamente il frutto.

- La corolla gamopetala ha delle forme a imbuto leggermente zigomorfe in Casselia, mentre in Parodianthus sono ipocrateriformi (quasi delle coppe) e subattinomorfe (in Tamonea sono presenti entrambe le forme). Il tubo è corto, diritto e termina con 5 lobi patenti (a volte 4 in Tamonea) leggermente embricati; in genere il tubo è glabro. Il colore della corolla è lilla, malva, blu, violetto, bianco o rosa.

- L'androceo è composto da quattro stami didinami inclusi e adnati (sono epipetali) alla base del tubo della corolla in Casselia oppure a metà corolla. In Casselia e Tamonea le antere degli stami posteriori hanno delle grosse creste dorsali formate da un tessuto connettivo ghiandolare; nelle altre specie il connettivo è semplicemente dilatato. Le teche sono introrse, divergenti o parallele. La deiscenza è longitudinale. Un disco nettarifero è presente attorno all'ovario. I granuli pollinici sono generalmente tricolpoporati (raramente 4-colpoporati).

- Il gineceo è formato da un ovario supero bicarpellare (a due carpelli connati - ovario sincarpico) ; in Casselia è monocarpellare (quello anteriore - abassiale - è abortito). I carpelli sono biloculari per la presenza di un falso setto mediano con 1 - 4 ovuli. Normalmente l'ovario è glabro, raramente è peloso all'apice. Gli ovuli, a placentazione assile, sono subanatropi, fissati nella parte superiore del loculo (il falso setto) in modo pendente; inoltre hanno un tegumento e sono tenuinucellati (con la nocella, stadio primordiale dell'ovulo, ridotta a poche cellule). Lo stilo, indiviso e terminale, è ingrossato e corto e termina in un obliquo e papilloso stigma bilobato. Lo stilo è persistente in Parodianthus, altrimenti è deciduo.

- I frutti sono degli schizocarpi carnosi a due biloculi che a maturità si separano in due semi mericarpici. In Tamonea è simile ad una drupa con ispessimenti legnosi e cornificazioni esocarpiche. L'endosperma è assente.

## Riproduzione
- Impollinazione: l'impollinazione avviene tramite insetti (impollinazione entomogama)[12] ma ai tropici anche tramite uccelli quali colibrì (impollinazione ornitogama).[8]
- Riproduzione: la fecondazione avviene fondamentalmente tramite l'impollinazione dei fiori (vedi sopra).
- Dispersione: i semi cadendo (dopo aver eventualmente percorso alcuni metri a causa del vento - dispersione anemocora) a terra sono dispersi soprattutto da insetti tipo formiche (disseminazione mirmecoria). Sono possibili anche dispersioni tramite animali (disseminazione zoocora).[3]

## Distribuzione e habitat
La distribuzione delle specie di questa tribù è americana (centro-meridionale) con habitat per lo più tropicali.

## Tassonomia
La famiglia di appartenenza (Verbenaceae), comprendente 34 generi con oltre 1200 specie (secondo altri Autori 36 generi e 1035 specie), è suddivisa in 8 tribù. La distribuzione è praticamente cosmopolita con habitat che variano da quelli tropicali a quelli temperati. L'appartenenza della famiglia all'ordine delle Lamiales è consolidata a parte alcune differenze morfologiche quali l'infiorescenza non verticillata (comune nelle altre famiglie dell'ordine) e la posizione dello stilo (terminale e non ginobasico).

### Filogenesi

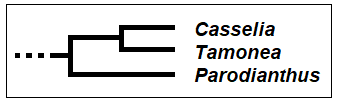
Cladogramma della tribù

Il gruppo delle "Casselieae" è monofiletico, anche se il supporto con le attuali analisi è modesto. All'interno della tribù il genere Parodianthus, con portamento arbustivo, è in posizione di "gruppo fratello" al resto della tribù formata dai generi erbacei Casselia e Tamonea (la loro legnosità quando presente è relativa alla parte bassa della pianta). Da un punto di vista morfologico i generi sono collegati da infiorescenze costituite da racemi laterali (ridotti a due fiori in alcune specie). Altro carattere condiviso è l'inserzione degli ovuli e la particolare placentazione. Le differenze nel tipo di frutta (in Tamonea il frutto subdrupaceo è intero a quattro semi; in Parodianthus è una drupa con due pireni a due semi; in Casselia è un frutto subdrupaceo con un pirene a due semi per aborto del carpello adassiale) sono state risolte in quanto tutti questi generi condividono gli ovarii bicarpellari (considerando l'aborto nel caso di Casselia) con l'inserzione dei falsi setti.
Caratteri sinapomorfi per questa tribù sono:
- l'assenza dello staminoide adassiale;
- l'infiorescenze composte con molte fioriture solamente ascellari ("pleiobotrya omotetica").

Mentre l'abitudine suffrutescente, evolutasi da arbusti o piccoli alberi, costituisce una sinapomorfia per il clade Tamone/Casselia.
Nell'ambito della famiglia la tribù Casseliae, da un punto di vista filogenetico, occupa una posizione centrale insieme alla tribù Citharexyleae (formano "gruppo fratello"). Questi due gruppi sono superati "basalmente", ossia si sono evoluti più tardi, delle tribù Duranteae e Petreeae (quest'ultimo gruppo è il più basale e quindi risulta "gruppo fratello" a tutto il resto della famiglia). Le Citharexyleae differiscono dalle Casselieae per la presenza di un quinto staminoide e per il portamento prevalentemente arboreo.
Il cladogramma a lato tratto dallo studio citato mostra la struttura filogenetica della tribù.

### Composizione della tribù
La tribù si compone di 3 generi e circa 20 specie:
| Genere                      | Specie | Distribuzione               |
| --------------------------- | ------ | --------------------------- |
| Casselia Ness & Mart., 1823 | 11     | Brasile, Bolivia e Paraguay |
| Parodianthus Tronc., 1941   | 2      | Argentina                   |
| Tamonea Aubl., 1775         | 6 - 7  | America tropicale           |

Note: il genere Ghinia Schreber, 1798, in alcuni casi descritto all'interno di questo gruppo, attualmente è considerato sinonimo di Tamonea.